# Levin Öztunali
Levin Mete Öztunali (Hamburgo, 15 de marzo de 1996) es un futbolista alemán de ascendencia turca. Juega en la posición de centrocampista y desde 2023 milita en el Hamburgo S. V. de la 1. Bundesliga de Alemania. Ha sido internacional con la selección alemana en diversas categorías juveniles. 

## Trayectoria

### Clubes
La madre de Öztunali, Frauke, es hija del exfutbolista Uwe Seeler; su padre es de origen turco. Comenzó su carrera en las categorías juveniles del TuRa Harksheide y el Eintracht Norderstedt. En 2006 se unió al Hamburgo S. V., donde pasó por los equipos sub-17 y sub-19, y en 2013 fue transferido al Bayer Leverkusen, con el que firmó por cinco años. A los diecisiete años y 146 días, disputó un encuentro en la Bundesliga ante el S. C. Friburgo, por lo que se convirtió en el futbolista más joven del club en debutar en la competición. En 2014 ganó la Medalla Fritz Walter de plata como mejor futbolista menor de dieciocho años, mientras que su compañero de equipo, Julian Brandt, se llevó la medalla de oro. En diciembre de 2014, fue cedido al Werder Bremen por un año y medio. En agosto de 2016 fue fichado por el rival del Bayer Leverkusen, el Maguncia 05, con el que firmó por cinco años. El 11 de septiembre anotó su primer gol y dio una asistencia, en un empate a cuatro goles con el T. S. G. Hoffenheim, y dos semanas después también le marcó a F. K. Qäbälä por la Liga Europa de la UEFA.

### Selección nacional
El 31 de julio de 2014, Öztunali participó en la final del Campeonato Europeo de la UEFA Sub-19, en la que fue titular y su equipo derrotó a Portugal por marcador 1:0, con anotación de Hany Mukhtar. Integró el Equipo ideal del torneo. En 2015 disputó la Copa Mundial de Fútbol Sub-20 de 2015, en la que su seleccionado perdió en cuartos de final en tanda de penales con Malí, en un encuentro que había quedado empatado a un gol. En 2017 ganó la Eurocopa Sub-21, en la que su selección venció en la final a España por 1:0. También jugó la Eurocopa Sub-21 de 2019, donde nuevamente llegaron a la final con España, pero en esta oportunidad perdieron por 2:1.

#### Participaciones en Copas del Mundo
| Mundial                     | Sede          | Resultado        |
| --------------------------- | ------------- | ---------------- |
| Copa Mundial Sub-20 de 2015 | Nueva Zelanda | Cuartos de final |

#### Participaciones en Eurocopas
| Torneo                  | Sede                | Resultado  |
| ----------------------- | ------------------- | ---------- |
| Eurocopa Sub-19 de 2014 | Hungría             | Campeón    |
| Eurocopa Sub-21 de 2017 | Polonia             | Campeón    |
| Eurocopa Sub-21 de 2019 | Italia y San Marino | Subcampeón |

## Estadísticas

### Clubes
La siguiente tabla detalla los encuentros disputados y los goles marcados por Öztunali en los clubes en los que ha militado.
| Club                              | Div.          | Temporada     | Liga  | Liga  | Copas nacionales | Copas nacionales | Copas internacionales | Copas internacionales | Total | Total |
| Club                              | Div.          | Temporada     | Part. | Goles | Part.            | Goles            | Part.                 | Goles                 | Part. | Goles |
| --------------------------------- | ------------- | ------------- | ----- | ----- | ---------------- | ---------------- | --------------------- | --------------------- | ----- | ----- |
| Bayer 04 Leverkusen II · Alemania | 4.ª           | 2013-14       | 13    | 1     | ―                | ―                | ―                     | ―                     | 13    | 1     |
| Bayer 04 Leverkusen II · Alemania | Total club    | Total club    | 13    | 1     | 0                | 0                | 0                     | 0                     | 13    | 1     |
| Bayer 04 Leverkusen · Alemania    | 1.ª           | 2013-14       | 9     | 0     | 0                | 0                | 0                     | 0                     | 9     | 0     |
| Bayer 04 Leverkusen · Alemania    | 1.ª           | 2014-15       | 6     | 0     | 1                | 0                | 1                     | 0                     | 8     | 0     |
| Bayer 04 Leverkusen · Alemania    | Total club    | Total club    | 15    | 0     | 1                | 0                | 1                     | 0                     | 17    | 0     |
| Werder Bremen · Alemania          | 1.ª           | 2014-15       | 16    | 1     | 1                | 0                | ―                     | ―                     | 17    | 1     |
| Werder Bremen · Alemania          | 1.ª           | 2015-16       | 25    | 1     | 4                | 0                | ―                     | ―                     | 29    | 1     |
| Werder Bremen · Alemania          | Total club    | Total club    | 41    | 2     | 5                | 0                | 0                     | 0                     | 46    | 2     |
| 1. FSV Maguncia 05 · Alemania     | 1.ª           | 2016-17       | 30    | 5     | 1                | 0                | 5                     | 1                     | 36    | 6     |
| 1. FSV Maguncia 05 · Alemania     | 1.ª           | 2017-18       | 25    | 0     | 1                | 0                | ―                     | ―                     | 26    | 0     |
| 1. FSV Maguncia 05 · Alemania     | 1.ª           | 2018-19       | 15    | 0     | 1                | 0                | ―                     | ―                     | 16    | 0     |
| 1. FSV Maguncia 05 · Alemania     | 1.ª           | 2019-20       | 27    | 4     | 0                | 0                | ―                     | ―                     | 27    | 4     |
| 1. FSV Maguncia 05 · Alemania     | 1.ª           | 2020-21       | 17    | 1     | 1                | 0                | ―                     | ―                     | 18    | 1     |
| 1. FSV Maguncia 05 · Alemania     | Total club    | Total club    | 114   | 10    | 4                | 0                | 5                     | 1                     | 123   | 11    |
| F. C. Union Berlin · Alemania     | 1.ª           | 2021-22       | 18    | 0     | 1                | 0                | 5                     | 0                     | 24    | 0     |
| F. C. Union Berlin · Alemania     | 1.ª           | 2022-23       | 2     | 0     | 0                | 0                | 0                     | 0                     | 2     | 0     |
| F. C. Union Berlin · Alemania     | Total club    | Total club    | 20    | 0     | 1                | 0                | 5                     | 0                     | 26    | 0     |
| Hamburgo S. V. · Alemania         | 2.ª           | 2023-24       | 19    | 0     | 3                | 0                | —                     | —                     | 22    | 0     |
| Hamburgo S. V. · Alemania         | 2.ª           | 2024-25       | 2     | 0     | 0                | 0                | —                     | —                     | 2     | 0     |
| Hamburgo S. V. · Alemania         | Total club    | Total club    | 21    | 0     | 3                | 0                | 0                     | 0                     | 24    | 0     |
| Total carrera                     | Total carrera | Total carrera | 224   | 13    | 14               | 0                | 11                    | 1                     | 249   | 14    |
| 1. 2.                             |               |               |       |       |                  |                  |                       |                       |       |       |

### Selección nacional
La siguiente tabla detalla los encuentros disputados y los goles marcados por Öztunali con la selección alemana.
| Selección | Año   | Amistoso | Amistoso | Amistoso | Clasificación (1) | Clasificación (1) | Clasificación (1) | Eurocopa (2) | Eurocopa (2) | Eurocopa (2) | Mundial (3) | Mundial (3) | Mundial (3) | Total | Total | Total |
| Selección | Año   | PJ       | G        | A        | PJ                | G                 | A                 | PJ           | G            | A            | PJ          | G           | A           | PJ    | G     | A     |
| --- | ----- | -------- | -------- | -------- | ----------------- | ----------------- | ----------------- | ------------ | ------------ | ------------ | ----------- | ----------- | ----------- | ----- | ----- | ----- |
| Sub-15 · Alemania | 2010  | 2        | 1        | 0        | -                 | -                 | -                 | -            | -            | -            | -           | -           | -           | 2     | 1     | 0     |
| Sub-15 · Alemania | 2011  | 2        | 0        | 0        | -                 | -                 | -                 | -            | -            | -            | -           | -           | -           | 2     | 0     | 0     |
| Sub-15 · Alemania | Total | 4        | 1        | 0        | 0                 | 0                 | 0                 | 0            | 0            | 0            | 0           | 0           | 0           | 4     | 1     | 0     |
| Sub-16 · Alemania | 2011  | 2        | 0        | 0        | -                 | -                 | -                 | -            | -            | -            | -           | -           | -           | 2     | 0     | 0     |
| Sub-16 · Alemania | 2012  | 3        | 0        | 0        | -                 | -                 | -                 | -            | -            | -            | -           | -           | -           | 3     | 0     | 0     |
| Sub-16 · Alemania | Total | 5        | 0        | 0        | 0                 | 0                 | 0                 | 0            | 0            | 0            | 0           | 0           | 0           | 5     | 0     | 0     |
| Sub-17 · Alemania | 2012  | 7        | 0        | 1        | -                 | -                 | -                 | -            | -            | -            | -           | -           | -           | 7     | 0     | 1     |
| Sub-17 · Alemania | 2013  | 7        | 0        | 2        | -                 | -                 | -                 | -            | -            | -            | -           | -           | -           | 7     | 0     | 2     |
| Sub-17 · Alemania | Total | 14       | 0        | 3        | 0                 | 0                 | 0                 | 0            | 0            | 0            | 0           | 0           | 0           | 14    | 0     | 3     |
| Sub-19 · Alemania | 2013  | 3        | 1        | 0        | -                 | -                 | -                 | -            | -            | -            | -           | -           | -           | 3     | 1     | 0     |
| Sub-19 · Alemania | 2014  | 1        | 1        | 3        | 3                 | 0                 | 0                 | 4            | 1            | 2            | -           | -           | -           | 8     | 2     | 5     |
| Sub-19 · Alemania | Total | 4        | 2        | 3        | 3                 | 0                 | 0                 | 4            | 1            | 2            | 0           | 0           | 0           | 11    | 3     | 5     |
| Sub-20 · Alemania | 2014  | 5        | 0        | 0        | -                 | -                 | -                 | -            | -            | -            | -           | -           | -           | 5     | 0     | 0     |
| Sub-20 · Alemania | 2015  | 1        | 0        | 0        | -                 | -                 | -                 | -            | -            | -            | 5           | 1           | 2           | 6     | 1     | 2     |
| Sub-20 · Alemania | Total | 6        | 0        | 0        | 0                 | 0                 | 0                 | 0            | 0            | 0            | 5           | 1           | 2           | 11    | 1     | 2     |
| Sub-21 · Alemania | 2015  | 1        | 1        | 0        | 1                 | 0                 | 0                 | -            | -            | -            | -           | -           | -           | 2     | 1     | 0     |
| Sub-21 · Alemania | 2016  | 3        | 1        | 0        | 4                 | 1                 | 0                 | -            | -            | -            | -           | -           | -           | 7     | 2     | 0     |
| Sub-21 · Alemania | 2017  | 3        | 0        | 0        | 3                 | 1                 | 5                 | 2            | 0            | 0            | -           | -           | -           | 8     | 1     | 5     |
| Sub-21 · Alemania | 2018  | 2        | 0        | 0        | 4                 | 2                 | 1                 | -            | -            | -            | -           | -           | -           | 6     | 2     | 1     |
| Sub-21 · Alemania | 2019  | 2        | 1        | 0        | 0                 | 0                 | 0                 | 5            | 0            | 1            | -           | -           | -           | 7     | 1     | 1     |
| Sub-21 · Alemania | Total | 11       | 3        | 0        | 12                | 4                 | 6                 | 7            | 0            | 1            | 0           | 0           | 0           | 30    | 7     | 7     |
| Total | Total | 44       | 6        | 6        | 15                | 4                 | 6                 | 11           | 1            | 3            | 5           | 1           | 2           | 75    | 12    | 17    |
| (1) Incluye datos de clasificación europea y mundialista. (2) Incluye datos del Campeonato Europeo de la UEFA Sub-19 y Eurocopa Sub-21. (3) Incluye datos de la Copa Mundial Sub-20. |       |          |          |          |                   |                   |                   |              |              |              |             |             |             |       |       |       |

### Resumen estadístico
| Competición           | Partidos | Goles | Asistencias | Promedio |
| --------------------- | -------- | ----- | ----------- | -------- |
| Liga                  | 166      | 12    | 25          | 0,07     |
| Copas nacionales      | 9        | 0     | 2           | 0,00     |
| Copas internacionales | 6        | 1     | 0           | 0,17     |
| Selecciones juveniles | 75       | 12    | 17          | 0,16     |
| Total                 | 256      | 25    | 44          | 0,10     |

## Palmarés

### Campeonatos internacionales
| Título                      | Equipo (*)            | País    | Año  |
| --------------------------- | --------------------- | ------- | ---- |
| Campeonato de Europa Sub-19 | Selección de Alemania | Hungría | 2014 |
| Eurocopa Sub-21             | Selección de Alemania | Polonia | 2017 |

(*) Incluyendo la selección.

### Distinciones individuales
| Distinción                                                          | Año  |
| ------------------------------------------------------------------- | ---- |
| Parte del Equipo ideal del Campeonato de Europa Sub-19.             | 2014 |
| Medalla Fritz Walter de Plata al mejor futbolista menor de 18 años. | 2014 |